# Julia Mackley
Julia Mackley (Virginia, 30 ottobre 1878 – Long Beach, 2 luglio 1964) è stata un'attrice statunitense.

## Biografia
Nata in Virginia, si sposò con l'attore e regista Arthur Mackley (1865-1926). Nella sua carriera, durata circa otto anni, girò quarantatré film. Il suo esordio cinematografico risale al 1910 in un film dell'Essanay diretto da Gilbert M. 'Broncho Billy' Anderson, il famoso produttore, regista e attore cow boy. La maggior parte dei film interpretati da Julia Mackley furono western. Nel 1914, passò a lavorare per la Reliance Film Company e per altre compagnie.
Nella sua filmografia, l'attrice appare nel 1916 nel cast di Intolerance: Love's Struggle Throughout the Ages, il capolavoro di David Wark Griffith. Fu il suo penultimo ruolo di attrice in un film. Chiuse la carriera nel 1918 con Daughter Angele, una produzione Triangle dove venne diretta da William C. Dowlan.

## Filmografia
La filmografia è completa. Quando manca il nome del regista, questo non viene riportato nei titoli
- Hank and Lank: As Sandwich Men, regia di Gilbert M. 'Broncho Billy' Anderson (1910)
- The Bad Man's First Prayer, regia di Gilbert M. 'Broncho Billy' Anderson (1911)
- Forgiven in Death, regia di Gilbert M. 'Broncho Billy' Anderson (1911)
- A Western Redemption, regia di Gilbert M. 'Broncho Billy' Anderson (1911)
- Broncho Billy's Christmas Dinner, regia di Gilbert M. 'Broncho Billy' Anderson (1911)
- The Sheepman's Escape, regia di Gilbert M. 'Broncho Billy' Anderson (1912)
- The Loafer, regia di Arthur Mackley (1912)
- The Prospector's Legacy, regia di Gilbert M. 'Broncho Billy' Anderson (non confermato) (1912)
- A Romance of the West, regia di Arthur Mackley (1912)
- Alkali Ike Bests Broncho Billy, regia di Gilbert M. 'Broncho Billy' Anderson (1912)
- A Road Agent's Love, regia di Gilbert M. 'Broncho Billy' Anderson (1912)
- Broncho Billy and the Girl, regia di Gilbert M. 'Broncho Billy' Anderson (1912)
- Broncho Billy and the Bandits, regia di Gilbert M. 'Broncho Billy' Anderson (1912)
- On the Cactus Trail, regia di Gilbert M. 'Broncho Billy' Anderson (1912)
- A Story of Montana, regia di Gilbert M. 'Broncho Billy' Anderson (1912)
- The Loafer's Mother, regia di Arthur Mackley (1912)
- The Little Sheriff, regia di Gilbert M. 'Broncho Billy' Anderson (1912)
- Broncho Billy's Last Hold-Up, regia di Gilbert M. 'Broncho Billy' Anderson (1912)
- On the Moonlight Trail, regia di Arthur Mackley (1912)
- The Shotgun Ranchman, regia di Arthur Mackley (1912)
- The Outlaw's Sacrifice, regia di Arthur Mackley (1912)
- The Mother of the Ranch, regia di Arthur Mackley (1912)
- The Ranchman's Anniversary, regia di Arthur Mackley (1912)
- The Dance at Silver Gulch, regia di Arthur Mackley (1912)
- Broncho Billy's Heart, regia di Gilbert M. 'Broncho Billy' Anderson (1912)
- The Sheriff's Luck, regia di Arthur Mackley (1912)
- The Sheriff's Inheritance, regia di Arthur Mackley (1912)
- Broncho Billy and the Outlaw's Mother, regia di Gilbert M. 'Broncho Billy' Anderson (1913)
- The Sheriff's Child, regia di Arthur Mackley (1913)
- A Montana Mix-Up, regia di Arthur Mackley (1913)
- The Sheriff's Honeymoon, regia di Arthur Mackley (1913)
- The Sheriff's Wife, regia di Arthur Mackley (1913)
- The Cowboy's Chicken Dinner - cortometraggio (1914)
- Izzy's Night Out- cortometraggio (1914)
- Wrong All Around, regia di Edward Dillon (1914)
- How Bill Squared It with His Boss, regia di Edward Dillon (1914)
- The Sheriff's Choice, regia di Arthur Mackley - cortometraggio (1914)
- The Widow's Children - cortometraggio (1914)
- The Message - cortometraggio (1914)
- A Mother's Justice, regia di Arthur Mackley - cortometraggio (1915)
- The Silent Witness - cortometraggio (1915)
- Intolerance: Love's Struggle Throughout the Ages, regia di David Wark Griffith (1916)
- Daughter Angele, regia di William C. Dowlan (1918)